# 3. Sinfonie (Prokofjew)
Die Sinfonie Nr. 3 in c-Moll, Opus 44 (komponiert 1928, uraufgeführt in Paris am 17. Mai 1929, Dirigent: Pierre Monteux) ist die trotz anfänglichem Erfolg am seltensten aufgeführte der sieben Sinfonien von Sergei Sergejewitsch Prokofjew. Das komplexe, harsch instrumentierte Werk bezieht die Mehrzahl seiner Themen und Motive aus der erst posthum (1954) und ebenfalls selten aufgeführten Oper Der feurige Engel (nach dem Roman Der feurige Engel von Waleri Brjussow). Ähnlich etwa Paul Hindemiths Sinfonie zur Oper Die Harmonie der Welt ging der Sinfonie also ein Opernwerk voraus, für das Prokofjew jedoch kein Theater fand. Die Dritte Sinfonie besitzt trotz der Viersätzigkeit nicht die Proportionen der klassischen Sinfonie: Die Dauer des Schlusssatzes beträgt kaum die Hälfte der des Kopfsatzes. Darin weist Prokofjews Dritte eine Ähnlichkeit mit der Dritten Sinfonie von Anton Bruckner auf. Prokofjew selbst zeigte sich zufrieden mit seinem neuen Werk und notierte 1928: „Mir scheint, dass es mir in dieser Sinfonie gelungen ist, meine musikalische Sprache zu vertiefen.“
Das Werk besteht aus vier Sätzen und dauert etwa 35 Minuten.
1. Moderato
2. Andante
3. Allegro agitato
4. Andante mosso – Allegro agitato

Das Anfangsthema des ersten Satzes entspricht dem Hauptthema der letzten Szene der Oper, der Besessenheitsszene im Kloster. Der unruhige und von dissonanter Harmonik geprägte dritte Satz weist außerdem Bezüge auf die zweite Klaviersonate von Frédéric Chopin auf.